# バリカタ友情飯
バリカタ友情飯（バリカタゆうじょうめし）は、吉本興業東京本社に所属する日本のお笑いコンビ。NSC東京校22期出身。
2025年5月24日までのコンビ名は、まんぷくユナイテッド。

## メンバー
松下 遼太郎（まつした りょうたろう、1992年9月22日 - ）（32歳）
- ボケ担当、立ち位置は向かって左。
- 神奈川県川崎市出身。南加瀬中学校、早稲田実業学校、早稲田大学法学部卒業。
- 身長170cm、血液型AB型[2]。
- 趣味は早起き、ギター、筋トレ、外国語[2]。
- 特技は浅草の人力車ものまね[2]。
- ポートランド州立大学に1年間ほど留学経験がある[3]。
- 一時期、人力車のバイトをしていた。
- 芸人になる前は東京海上日動火災保険でサラリーマンをしていた。
- 大学時代はお笑いサークルの他にアカペラサークルChocoCrunchにも所属しており[4]、鈴木ジェロニモは後輩にあたる。
- YouTubeチャンネル「まつした」も運営しており、視聴者から募集した恋愛相談や恋愛エピソードにテンション高く答えるスタイルで人気を博している。

狩野 大（かのう だい、1992年10月5日 - ）（32歳）
- ツッコミ担当、立ち位置は向かって右。
- 静岡県静岡市出身。専修大学経営学部卒業。
- 身長172cm、血液型AB型[2]
- 趣味はサウナ巡り、ラーメン二郎巡り、MCバトル鑑賞[2]。
- 特技はリフティング基礎技、尺八、ファイヤー連想ゲーム[2]。
- 大学卒業後に一般企業（本人曰く「ホワイト企業」）へ就職するも1年で退職、NSC東京校に入学した。
- 女性と接するのがかなり苦手。

## 来歴
元々は早稲田大学のお笑いサークル「お笑い工房LUDO」に所属していた。2015年に出場した、全国一おもしろいサークルを決めるお笑い団体戦「NOROSHI」ではGパンパンダと共に出場し、優勝した経験を持つ。大会優勝特典として2015年3月31日には、大宮ラクーンよしもと劇場にも出演。大学卒業後は2人ともサラリーマンをしていたが退社してNSCへ入学し、2016年4月1日にて正式にコンビを結成。
兼近大樹（EXIT）プロデュースの若手ユニット「泥水すすり隊」のメンバーだったが、2022年8月に卒業。
2025年5月11日、同じ事務所の先輩ニューヨークのYouTubeチャンネルで配信されたニューラジオ【第316回】内においてコンビ名の改名を検討していると発言。
2025年5月25日、ニューヨークのニューラジオ【第318回】内においてコンビ名を「まんぷくユナイテッド」から「バリカタ友情飯」に改名することを発表。

## 芸風
主に漫才。ボケの松下が女の子のキュンとする台詞や振る舞いを演じ、胸キュンしたツッコミの狩野がポーズをつけながら「ファイヤー!」と絶叫する。漫才の締めは「ジ・エンド・オブファイヤー!」。
ニシダ（ラランド）曰く学生芸人時代は正統派漫才をしていたが、プロに転向して2〜3年で現在の芸風に変わっていたという。

## 出演
- ネタパレ（フジテレビ）- 2018年12月7日、2019年1月18日、2019年3月1日
- ぐるナイ おもしろ荘 若手にチャンスを頂戴! 今年も誰か売れてSP（日本テレビ）- 2019年1月1日
- よるのブランチ (TBS) - 2022年5月18日
- DTテレビ（AbemaTV） - 不定期出演 狩野のみ出演
- 全国ハモネプ大リーグ（フジテレビ） - 2024年3月2日 松下のみ出演（「ドルフィンズ」のメンバーとして）[10]

## 賞レースでの成績

### M-1グランプリ
| 年度（回）       | 結果      | エントリー No. | 会場                   | 日程     |
| ---------------- | --------- | -------------- | ---------------------- | -------- |
| 2015年（第11回） | 2回戦敗退 | 86             | 雷5656会館ときわホール | 10月11日 |
| 2017年（第13回） | 2回戦敗退 | 402            | 雷5656会館ときわホール | 10月5日  |
| 2018年（第14回） | 2回戦敗退 | 1322           | 雷5656会館ときわホール | 10月8日  |
| 2019年（第15回） | 2回戦敗退 | 784            | 雷5656会館ときわホール | 10月20日 |
| 2020年（第16回） | 2回戦敗退 | 1173           | よしもと有楽町シアター | 11月5日  |
| 2021年（第17回） | 2回戦敗退 | 761            | 雷5656会館ときわホール | 10月16日 |
| 2022年（第18回） | 2回戦敗退 | 852            | 雷5656会館ときわホール | 10月12日 |
| 2023年（第19回） | 3回戦敗退 | 861            | KANDA SQUARE HALL      | 11月8日  |
| 2024年（第20回） | 3回戦敗退 | 1697           | KANDA SQUARE HALL      | 11月8日  |

### その他
- 「イイね（笑）グランプリ」初代王者[12]
- NOROSHI2015 優勝（Gパンパンダ、いけ（現モシモシ）らと結成したチーム「ありがとう」として）[13]
- 2025年 第46回 ABCお笑いグランプリ - 準決勝進出